# Durch den Monsun
«Monsoon» (en español: Monzón) es la versión en inglés de "Durch den Monsun" (a través del monzón). Esta versión fue lanzada en 2007 como primer sencillo en Estados Unidos. La canción consagró a Tokio Hotel como una banda con éxito mundial. El sencillo fue interpretado en MTV Europe Music Awards en el año 2007. En marzo de 2017, fue modificada en el registro de autores de la ciudad de Hamburgo y pasó a ser nueva propiedad de una tercera persona, a modo de regalo.

## Vídeo musical
La canción tuvo un propio vídeo musical, distinto a la de su versión original, "Durch den Monsun". Dicha versión fue emitida en EE. UU. por distintos canales musicales. Su filmación se produjo en Ciudad del Cabo, Sudáfrica. En el clip se muestra a la banda en un helicóptero, dónde se bajan y caminan hasta un escenario para que interpreten la canción (tema). Además, también se puede ver al vocalista (Bill kaulitz) cantando en un automóvil mientras escribe.

## Listas y certificaciones

### Listas
| Lista (2005-2006)        | Mejor Posición |
| ------------------------ | -------------- |
| Ö3 Austria Top 40        | 1              |
| Bélgica                  | 27             |
| República Checa          | 12             |
| Dutch Top 40             | 38             |
| German Singles Chart     | 1              |
| Eslovaquia               | 71             |
| Suecia                   | 57             |
| Schweizer Hitparade      | 50             |
| Radio Zet                | 1              |
| European Hot 100 Singles | 1              |

- Datos: Q736810